# Dolomitas
As Dolomitas (em italiano:  Dolomiti; ladino: Dolomites; em alemão:  Dolomiten; em vêneto:  Dołomiti: em friulano:  Dolomitis) formam uma cadeia montanhosa dos Alpes orientais no norte da Itália. A área dolomítica (secção alpina denominada Alpes Dolomíticos) estende-se entre as províncias de Belluno - que constitui sua parte mais relevante - Bolzano, Trento, Údine e Pordenone.
O ponto mais alto das Dolomitas é a Marmolada, com 3343 m de altitude. Outros picos importantes são o Piz de Léch, monte Schiara, monte Civetta e o monte Antelao.
O "Dolomitas" provém do famoso mineralogista francês Déodat Gratet de Dolomieu, que foi o primeiro a descrever a rocha dolomita, um tipo de rocha carbonatada responsável pelas formas características e pela cor destas montanhas, que anteriormente ao século XIX eram conhecidas como "Montanhas Pálidas".[carece de fontes?]
O artista Ticiano, do Renascimento italiano, nasceu em Pieve di Cadore, localidade nesta região, e daqui partiu para Veneza.[carece de fontes?]

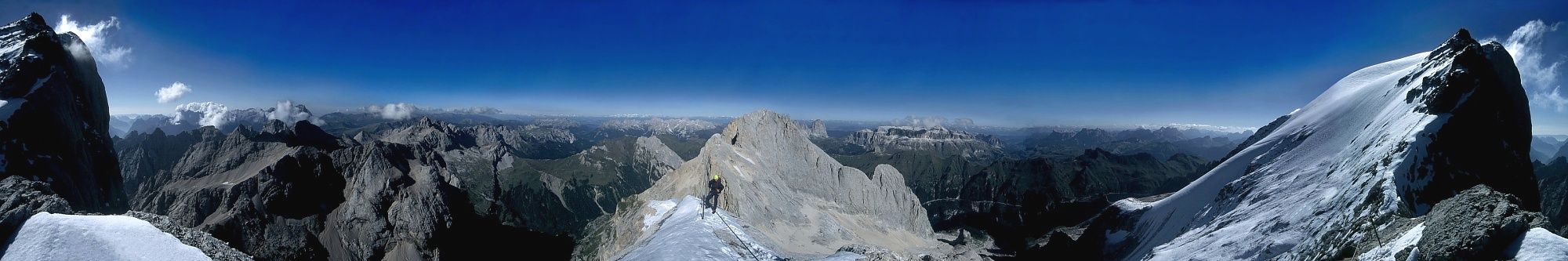
Panorâmica do pico oeste da Marmolada